# Walter Daniels
Walter Daniels (Chicago, 1963) is een Amerikaanse zanger, mondharmonicaspeler en saxofonist en staat bekend om het introduceren van het instrument in een aantal muziekstijlen die normaal niet geassocieerd worden met de mondharmonica, waaronder punkrock en avant-garde vrije improvisatie.

## Biografie
Walter Daniels werd geboren in Chicago. Daniels werd geïnspireerd om de mondharmonica te spelen terwijl hij op de middelbare school was, toen hij getuige was van een optreden van Johnny Woods op een Public Television documentaire over de blues. Mondharmonicaspelers John Mayall en Paul Butterfield waren latere inspiratiebronnen, evenals Muddy Waters, Johnny Winter en John Lee Hooker. Al vroeg verhuisde hij naar Austin (Texas) en woonde hij de University of Texas bij, waar hij muziektheorie en tenorsaxofoon studeerde. Toen hij nog studeerde aan de Universiteit van Texas, werd Daniels een deel van het muziekcircuit in Austin en halverwege de jaren 1980 raakte hij betrokken bij de lokale cowpunkband The Hickoids, die met feedback beladen mondharmonica speelde op de ep Waltz-a-Cross-Dress-Texas van de band. Rond deze tijd droeg Daniels ook bij aan de akoestische strijkersband The Hokum Boys, die voornamelijk oude countrymuziek produceerde. Daniels ging verder in het country-formaat met de Hank Street Ramblers en bracht de single Got an Itch to Floss uit op Double Naut-platen. Eind jaren 1980 concentreerde Daniels zich op rockmuziek en ging hij samenwerken met de songwriter Alejandro Escovedo uit Austin in Escovedo's Buick MacKane-project. Rond dezelfde tijd droeg Daniels bij aan de punkband Jack O'Fire met mede-muzikant Tim Kerr uit Austin.
In de vroege jaren 1990 werkte Daniels samen met rockabilly frontman Evan Johns in de band Gay Sportscasters en bracht twee singles uit bij het Only Boy-label. In 1994 begon Daniels op te treden met Big Foot Chester, waar hij diende als bandleider, zanger en mondharmonicasolist. In 1995 ging Daniels de studio in met Memphis garage-rockers de Oblivians en songwriter Jeffery Evans en droeg hij mondharmonica bij aan de ep Walter Daniels Plays With Monsieur Jeffrey Evans & The Oblivians at Melissa's Garage.
In de jaren 1990 begon Daniels de mondharmonica te gebruiken om te experimenteren met vrije improvisatie, oorspronkelijk op het nummer Spider Hop, uitgebracht als een B-kant op een single van Walter Daniels & the Gospel Clodhoppers. Daniels' vrije improvisatie werd voortgezet in samenwerking met de Noord-Carolinische componist Eugene Chadbourne, avant-garde trombonist David Dove en steelgitariste Susan Alcorn uit Houston en samen in concert voerde de groep de muziek uit van Willie Nelson, Ernest Tubb, Bob Wills en muzieklegende Doug Sahm uit Austin. Deze samenwerking culmineerde in de publicatie van de studio-opname Texas Sessions.
Daniels blijft intensief samenwerken en heeft gewerkt met artiesten als Texacala Jones, de Hard Feelings, John Permenter, Hunt Sales de Leroi Brothers, Roy Loney en Earl Poole Ball.

## Discografie

### Als Jack O'Fire
Singles
- 1992: Bring Me The Head Of Jon Spencer 7" (Undone)
- 1993: Clothes Make The Man 7" (Estrus)
- 1993: She's Gone 7"
- 1993: Cool 7" (No Lie Records)
- 1994: Wired 7" (Dishy)
- 1994: O.K. Class ... Let's Review 7" (In The Red)
- 1994: Punkin' 7" (Estrus)
- 1994: I'm Younger Than That Now 7" (Undone)
- 1994: Soul Music 101 Chapter 1 7" (Sympathy for the Record Industry)
- 1994: Soul Music 101 Chapter 2 7" (Sympathy for the Record Industry)
- 1994: Soul Music 101 Chapter 3 7" (Sympathy for the Record Industry)
- ????: Tiger in Your Tank 7"
- 2004: The Lost Lessons 7" (Shake Your Ass Records)
- 2004: The Lost Lessons 7" (Solid Sex Lovie Doll Records)
- 2012: Walter Daniels & Guadalupe Plata

Splitalbums
- 1993: Integrity, Soul, Attitude 7" (No Lie Records, 1993, NL-003)

Albums
- 1993: 6 Super Shock Soul Songs 10" (Estrus)
- 1993:Hot Rod Songs for the Soul Riot 10" (00 Records)
- 1994: The Destruction Of Squaresville CD (Estrus)
- 1995: Soul Music 101, chapter 4 10" (Sympathy for the Record Industry)
- 1996: Forever CD (Sympathy for the Record Industry)
- 1996: Beware The Souless Cool CD (1+2 Records)

### Met the Oblivians and Monsieur Jeffrey Evans
- 1995: Walter Daniels Plays With Monsieur Jeffrey Evans & The Oblivians at Melissa's Garage 10" (Undone)
- 1999: Melissa's Garage Revisited LP/CD (Sympathy for the Record Industry)

### Met the Revelators
- 1997: The Revelators Featuring Walter Daniels 7" (Sympathy for the Record Industry)

### Met '68 Comeback
'Singles'
- 1996: Someday My Prince Will Come .... 2x7" (Sympathy for the Record Industry)

'Albums'
- 1998: A Bridge Too Fuckin' Far 2xLP/CD (Sympathy for the Record Industry)

### Als Big Foot Chester
Singles
- 1996: Harpoon Man 7" (Sympathy for the Record Industry)

'Albums'
- 1996: Devil in Me CD (Sympathy for the Record Industry)
- 1998: Tabernacalin' CD (Sympathy for the Record Industry)

### Met The Hard Feelings
- 2000: Fought Back And Lost LP/CD (Sympathy for the Record Industry)
- 2001: You Won't Like It LP/CD (Dropkick/Beerland)
- 2003: Rebels Against the Future LP/CD (Dropkick/Beerland)

### Als Walter Daniels and the Drunken Angels
'Singles'
- 2000: Ain' t It Grand To Be A Christian 7" (Solid Sex Lovie Doll Records)

### Met The Crack Pipes
- 2001: Every Night, Saturday Night (Sympathy for the Record Industry)

### Als South Filthy
'Singles'
- 2003: Soul of a Man 7" (Wrecked Em Records)

'Albums'
- 2002: You Can Name It Yo' Mammy If You Wanna ... CD (Sympathy for the Record Industry)
- 2005: Crackin' Up + You Can Name It Yo' Mammy If You Wanna 2xLP/LP (Rockin' Bones)
- ????: Undertakin' Daddy (Beast Records)

### Met Chili Cold Blood
- 2005: Trashcan Parade (Blood Chili Records)

### Met Black Joe Lewis and Cool Breeze
- 2005: Boogie 7" (Shake Your Ass Records)

### Als Walter Daniels and The Gospel Clodhoppers
- 2010: Harmonica!! b/w "Take Your Foot Out of the Mud & Put It in the Sand" 7" (Ghost Highway Recordings)

### Met Harp Explosion (feat. Walter Daniels)
'Single'
- 2014: Atom Age Harmonica Blowout 7" (Noisegames Records)